# Elecciones municipales de Huánuco de 1989
Las elecciones municipales de Huánuco de 1989 se llevaron a cabo el 12 de noviembre de 1989 para elegir al alcalde y al Concejo Provincial de Huánuco para el periodo 1990-1992. La elección se celebró simultáneamente con elecciones municipales en todo el país.

## Sistema electoral
La Municipalidad Provincial de Huánuco es el órgano administrativo y de gobierno de la provincia de Huánuco. Está compuesta por el alcalde y el Concejo Provincial.
La votación del alcalde y el concejo se realiza en base al sufragio universal, que comprende a todos los ciudadanos nacionales mayores de dieciocho años, empadronados y residentes en la provincia de Huánuco y en pleno goce de sus derechos políticos, así como a los ciudadanos no nacionales residentes y empadronados en la provincia de Huánuco.
El Concejo Provincial de Huánuco está compuesto por 19 regidores elegidos por sufragio directo para un período de tres (3) años, en forma conjunta con la elección del alcalde (quien lo preside). La votación es por lista cerrada y bloqueada. Se asigna a la lista ganadora los escaños según el método d'Hondt o la mitad más uno, lo que más le favorezca.

## Composición del Concejo Provincial de Huánuco
La siguiente tabla muestra la composición del Concejo Provincial de Huánuco antes de las elecciones.
| Partidos | Partidos                  | Regidores |
| -------- | ------------------------- | --------- |
|          | Partido Aprista Peruano   | 11        |
|          | Izquierda Unida           | 4         |
|          | Lista Independiente FRI   | 2         |
|          | Partido Popular Cristiano | 2         |

## Partidos y candidatos
A continuación se muestra una lista de los principales partidos y alianzas electorales que participaron en las elecciones:
| Candidatura | Candidatura | Partidos y alianzas | Candidatos | Candidatos                 | Ideología                                                        | Resultado previo | Resultado previo | Ref. |
| Candidatura | Candidatura | Partidos y alianzas | Candidatos | Candidatos                 | Ideología                                                        | Votos (%)        | Reg.             | Ref. |
| ----------- | ----------- | --- | ---------- | -------------------------- | ---------------------------------------------------------------- | ---------------- | ---------------- | ---- |
|             | APRA        | Lista - Partido Aprista Peruano (APRA) |            | Sin información disponible | Aprismo                                                          | 55.60%           | 11               |      |
|             | IU          | Lista - Izquierda Unida (IU) – Unión de Izquierda Revolucionaria (UNIR) – Partido Unificado Mariateguista (PUM) – Partido Comunista Peruano (PCP) – Frente Obrero Campesino Estudiantil y Popular (FOCEP) |            | Sin información disponible | Marxismo-leninismo Mariateguismo Socialismo democrático          | 19.37%           | 4                |      |
|             | FREDEMO     | Lista - Frente Democrático (FREDEMO) – Acción Popular (AP) – Movimiento Libertad (Libertad) – Partido Popular Cristiano (PPC)                                                                             |            | Arnulfo Mendoza Tarazona   | Liberalismo económico Humanismo cristiano Conservadurismo social | 10.97%           | 2                |      |
|             | DC          | Lista - Democracia Cristiana (DC) |            | Sin información disponible | Democracia cristiana                                             | Nuevo            | Nuevo            |      |
|             | FNTC        | Lista - Frente Nacional de Trabajadores y Campesinos (FNTC) |            | Sin información disponible | Nacionalismo de izquierda Tahuantinsuyismo                       | Nuevo            | Nuevo            |      |
|             | IND         | Lista - Lista Independiente N° 3 |            | Sin información disponible | Localismo huanuqueño                                             | Nuevo            | Nuevo            |      |
|             | IND         | Lista - Lista Independiente N° 5 |            | Sin información disponible | Localismo huanuqueño                                             | Nuevo            | Nuevo            |      |

## Resultados

### Sumario general
| |                                                     |              |              |              |           |           |
| Partidos y coaliciones                                                                                      | Partidos y coaliciones                              | Voto popular | Voto popular | Voto popular | Regidores | Regidores |
| Partidos y coaliciones                                                                                      | Partidos y coaliciones                              | Votos        | %            | ±pp          | Total     | +/−       |
| | Frente Democrático (FREDEMO)1                       | 16,544       | 51.30        | +40.33       | 11        | +9        |
| | Izquierda Unida (IU)                                | 6,889        | 21.36        | +1.99        | 4         | ±0        |
| | Partido Aprista Peruano (APRA)                      | 6,303        | 19.55        | –36.05       | 3         | –8        |
| | Frente Nacional de Trabajadores y Campesinos (FNTC) | 1,737        | 5.39         | Nuevo        | 1         | +1        |
| | Democracia Cristiana (DC)                           | 629          | 1.95         | Nuevo        | 0         | ±0        |
| | Lista Independiente N° 3                            | 116          | 0.36         | n/a          | 0         | ±0        |
| | Lista Independiente N° 5                            | 30           | 0.09         | n/a          | 0         | ±0        |
| |                                                     |              |              |              |           |           |
| Total | Total                                               | 32,248       |              |              | 19        | ±0        |
| |                                                     |              |              |              |           |           |
| Votos válidos                                                                                               | Votos válidos                                       | 32,248       | 72.64        | –15.84       |           |           |
| Votos en blanco                                                                                             | Votos en blanco                                     | 2,641        | 5.95         | +3.89        |           |           |
| Votos nulos                                                                                                 | Votos nulos                                         | 9,503        | 21.41        | +11.95       |           |           |
| Votos emitidos                                                                                              | Votos emitidos                                      | 44,392       | 48.64        | –12.76       |           |           |
| Abstenciones                                                                                                | Abstenciones                                        | 46,867       | 51.36        | +12.76       |           |           |
| Votantes registrados                                                                                        | Votantes registrados                                | 91,259       |              |              |           |           |
| |                                                     |              |              |              |           |           |
| Fuente: |                                                     |              |              |              |           |           |
| Notas al pie: 1 Comparado con los resultados del Partido Popular Cristiano (PPC) en las elecciones de 1986. |                                                     |              |              |              |           |           |
| Notas al pie:                                                                                               |                                                     |              |              |              |           |           |
| 1 Comparado con los resultados del Partido Popular Cristiano (PPC) en las elecciones de 1986.               |                                                     |              |              |              |           |           |

## Elecciones municipales distritales

### Resultados por distrito
La siguiente tabla enumera el control de los distritos de la provincia de Huánuco. El cambio de mando de una organización política se resalta del color de ese partido.
| Distrito                | Alcalde(sa) titular         | Partido político | Partido político        | Alcalde(sa) electo(a)                          | Partido político                               | Partido político                               |
| ----------------------- | --------------------------- | ---------------- | ----------------------- | ---------------------------------------------- | ---------------------------------------------- | ---------------------------------------------- |
| Amarilis                | Firmo Obregón Peña          |                  | Partido Aprista Peruano | Héctor Guillermo Domínguez                     |                                                | Frente Democrático                             |
| Chinchao                | César Valentín Palomino     |                  | Partido Aprista Peruano | Sin información disponible                     | Sin información disponible                     | Sin información disponible                     |
| Churumbamba             | Teófila Ruiz Vda. de Sarcos |                  | Partido Aprista Peruano | Elecciones municipales complementarias de 1991 | Elecciones municipales complementarias de 1991 | Elecciones municipales complementarias de 1991 |
| Margos                  | Lucio Esteban Toribio       |                  | Partido Aprista Peruano | Maximino Venancio Chávez                       |                                                | Frente Democrático                             |
| Quisqui                 | Timoteo Lucas Gómez         |                  | Partido Aprista Peruano | Moisés Toribio Espinoza                        |                                                | Frente Democrático                             |
| San Francisco de Cayrán | Bonifacio Cercedo Beraún    |                  | Partido Aprista Peruano | Oswaldo Jara Serrano                           |                                                | Frente Democrático                             |
| San Pedro de Chaulán    | Aniceto Bonilla Camones     |                  | Partido Aprista Peruano | Donato Mesa Celis                              |                                                | Frente Democrático                             |
| Santa María del Valle   | Néstor Nalvarte Alva        |                  | Partido Aprista Peruano | Elecciones municipales complementarias de 1991 | Elecciones municipales complementarias de 1991 | Elecciones municipales complementarias de 1991 |
| Yarumayo                | Ricardo Puente Limas        |                  | Partido Aprista Peruano | Julio Arteaga Esteban                          |                                                | Partido Aprista Peruano                        |